# Chrysopogon hamiltonii
Chrysopogon hamiltonii là một loài thực vật có hoa trong họ Hòa thảo. Loài này được (Hook.f) Haines mô tả khoa học đầu tiên năm 1924.